# St. Vitus (Balzhausen)

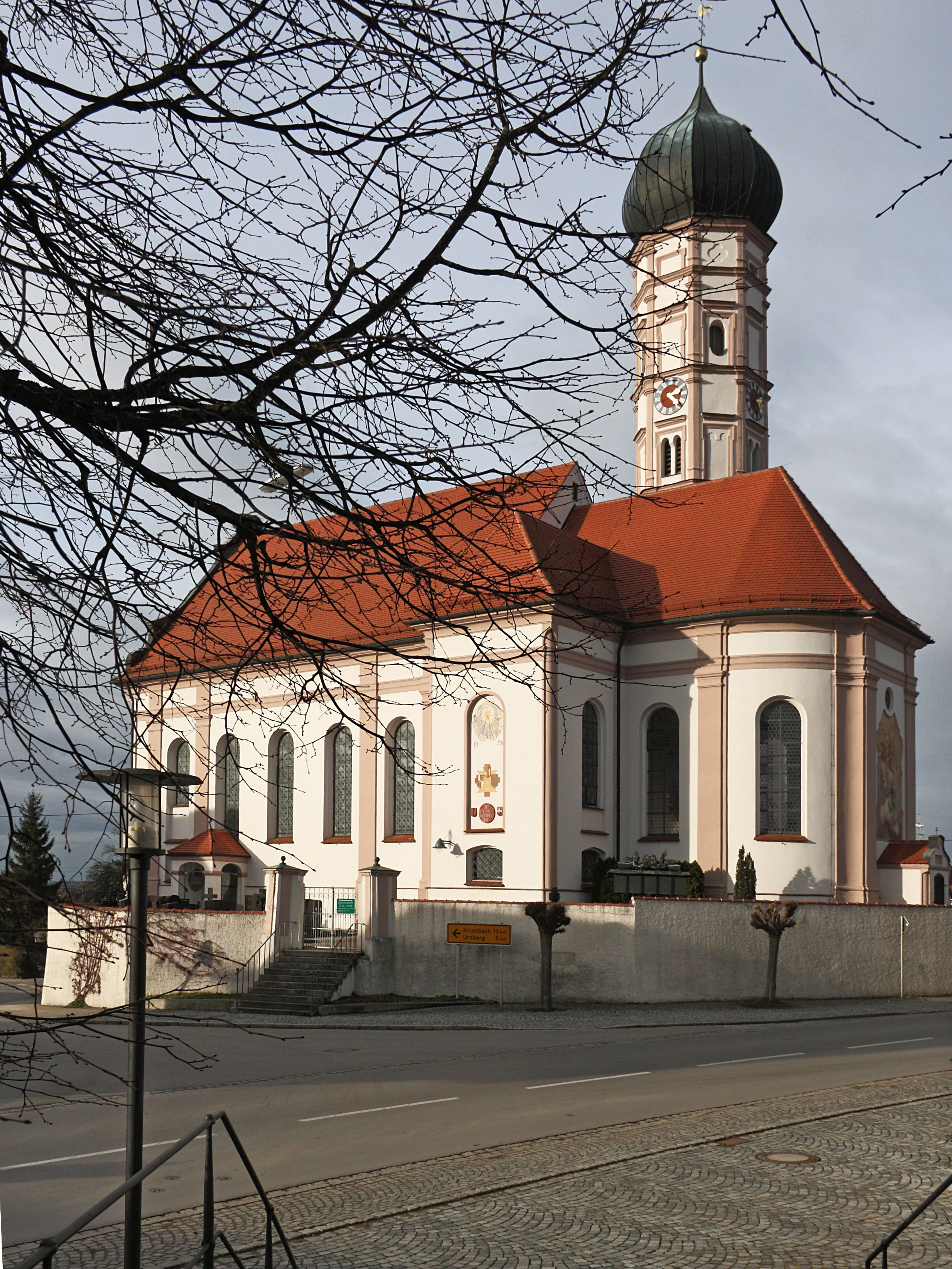
St. Vitus in Balzhausen

Die römisch-katholische Pfarrkirche St. Vitus steht in Balzhausen, einer Gemeinde im schwäbischen Landkreis Günzburg in Bayern. Das Bauwerk ist in der Liste der Baudenkmäler in Balzhausen als Baudenkmal unter der Nr. D-7-74-115-1 eingetragen. Die Kirchengemeinde gehört zum Dekanat Günzburg des Bistums Augsburg. Kirchenpatron ist der hl. Vitus, einer der vierzehn Nothelfer.

## Beschreibung

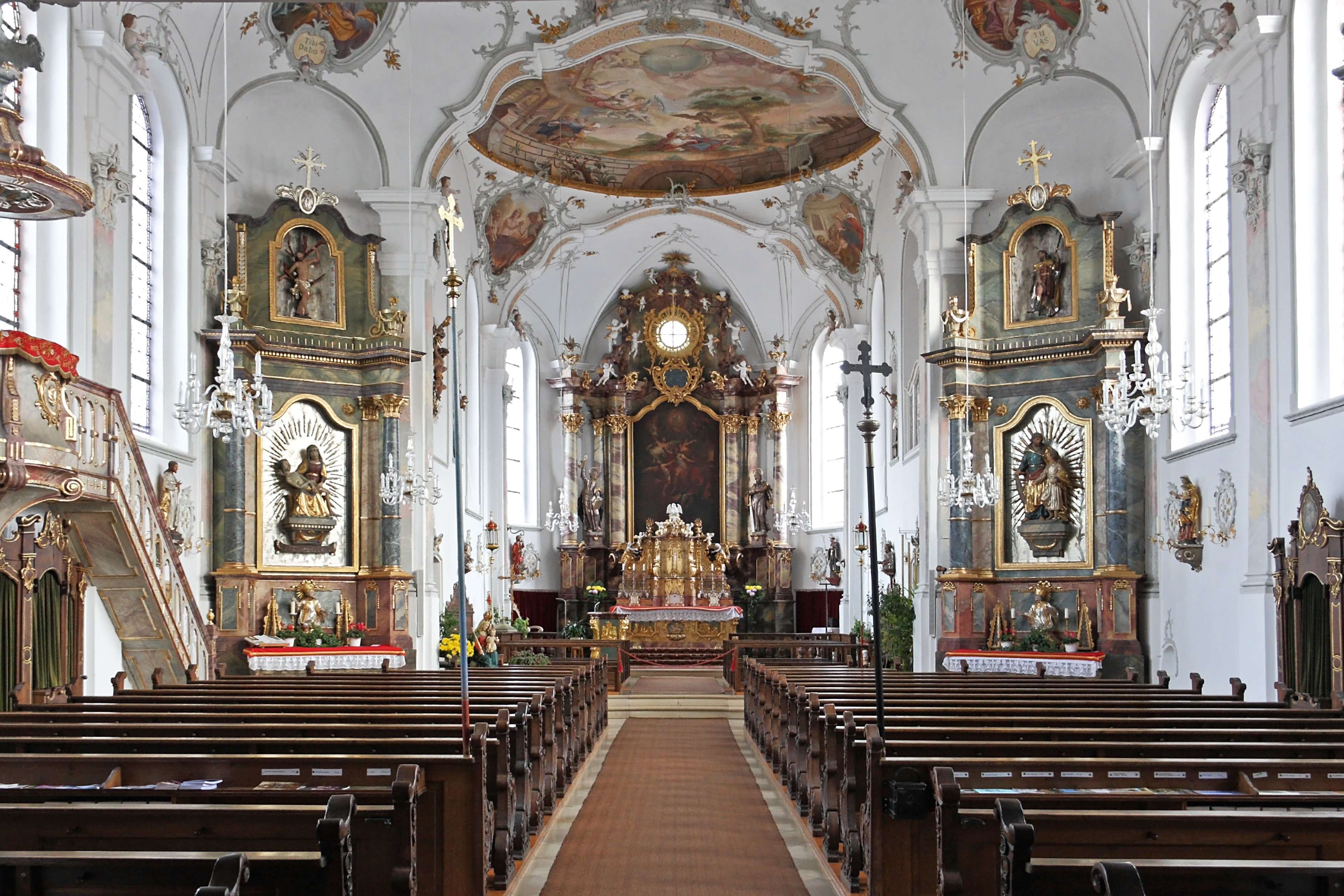
Innenraum

Die Saalkirche wurde 1766/68 nach einem Entwurf von Johann Georg Hitzelberger erbaut. Sie besteht aus einem Langhaus, einem eingezogenen, seitlich viertelrund und im Scheitel gerade geschlossenen Chor im Osten, der Sakristei an der Südwand und einem Chorflankenturm an der Nordwand des Chors, dessen untere Geschosse aus dem Spätmittelalter stammen. Er wurde später mit achteckigen Geschossen aufgestockt, die den Glockenstuhl und die Turmuhr beherbergen, und mit einer Zwiebelhaube bedeckt.
Von Johann Baptist Bergmüller stammen Fresken im Langhaus, im Chor, am Chorbogen und an den Brüstungen der Emporen. Das zentrale Fresko im Chor ist eine Darstellung der Verherrlichung des Heiligen, begleitet von weiteren Szenen aus dem Leben des Heiligen in Kartuschen mit Dekor aus Rokokostuck. Das Deckenfresko im Langhaus zeigt in der unteren Szene eine Reihe von Klerikern, Bischöfen und weltlichen Fürsten sowie drei Putti, die Wappen präsentieren, gefolgt von diversen Heiligen, die auf Wolkenbänken lagern und schließlich in der obersten Bildzone eine Pietà zu Füßen eines Kreuzes im Strahlenkranz mit INRI als Inschrift. Umgeben wird das Fresko von Kartuschen mit Porträts der vierzehn Nothelfer. 
Zur Kirchenausstattung gehört ein Hochaltar, den 1777 Johann Bergmüller gebaut hat, auf dessen Altarretabel Jakob Fröschle den heiligen Veit dargestellt hat.